# Film Comment
Film Comment là một tạp chí nghệ thuật và văn hóa trực thuộc Hiệp hội Điện ảnh của Trung tâm Lincoln và đồng thời là ấn phẩm chính thức của tổ chức này. Film Comment chuyên thực hiện các đánh giá và phân tích về phim dòng chính, phim nghệ thuật và phim tiên phong từ khắp nơi trên thế giới. Tạp chí này được thành lập vào năm 1962, lúc đầu phát hành hàng quý. Sau đó, Film Comment bắt đầu xuất bản trên cơ sở hai tháng một lần kể từ số tháng 11/ tháng 12 năm 1972. Năm 2007, tạp chí đã được trao giải thưởng báo chí độc lập Utne cho Phủ sóng nội dung nghệ thuật tốt nhất. Nhóm biên tập của Film Comment cũng tổ chức các bình luận phim hàng năm tại Hiệp hội phim của Trung tâm Lincoln.

## Những người đóng góp đáng chú ý

### Nhà phê bình
- Melissa Anderson
- Paul Arthur
- David Bordwell
- Stuart Byron
- Chris Chang
- David Chute
- Richard Combs
- Manohla Dargis
- Raymond Durgnat
- Roger Ebert
- Manny Farber
- Scott Foundas
- Howard Hampton
- Molly Haskell
- Stephen Harvey
- J. Hoberman
- Harlan Jacobson
- Richard T. Jameson
- Kent Jones
- Dave Kehr
- Laura Kern
- Nathan Lee
- Dennis Lim
- Todd McCarthy
- James McCourt
- Chris Norris
- Sheila O'Malley
- Patricia Patterson
- Nicolas Rapold
- Tony Rayns
- Frank Rich
- Jonathan Romney
- Jonathan Rosenbaum
- Andrew Sarris
- Richard Schickel
- Michael Sragow
- Elliott Stein
- Chuck Stephens
- Amy Taubin
- Anne Thompson
- David Thomson
- Amos Vogel
- Armond White
- Robin Wood

### Khác
- Woody Allen
- Olivier Assayas
- Ari Aster
- Ingmar Bergman
- Alex Cox
- Alan Dershowitz
- Jodie Foster
- John Kenneth Galbraith
- Haden Guest
- Matt Groening
- Agnieszka Holland
- Barry Jenkins
- Stephen King
- Phillip Lopate
- Guy Maddin
- David Mamet
- Geoffrey O'Brien
- Michael Ondaatje
- Oliver Sacks
- Paul Schrader
- Martin Scorsese
- Susan Sontag
- Steven Spielberg
- Quentin Tarantino
- John Waters